# Réchicourt-le-Château
Réchicourt-le-Château é uma comuna francesa na região administrativa de Grande Leste, no departamento de Mosela. Estende-se por uma área de 24,14 km². Em 2010 a comuna tinha 564 habitantes (densidade: 23,4 hab./km²).